# Золотень жовтий
Зо́лотень жо́втий, або асфоделі́на жо́вта (Asphodeline lutea) — багаторічна рослина родини асфоделових. Вид занесений до Червоної книги України у статусі «неоцінений». Декоративна, медоносна, харчова культура.

## Опис

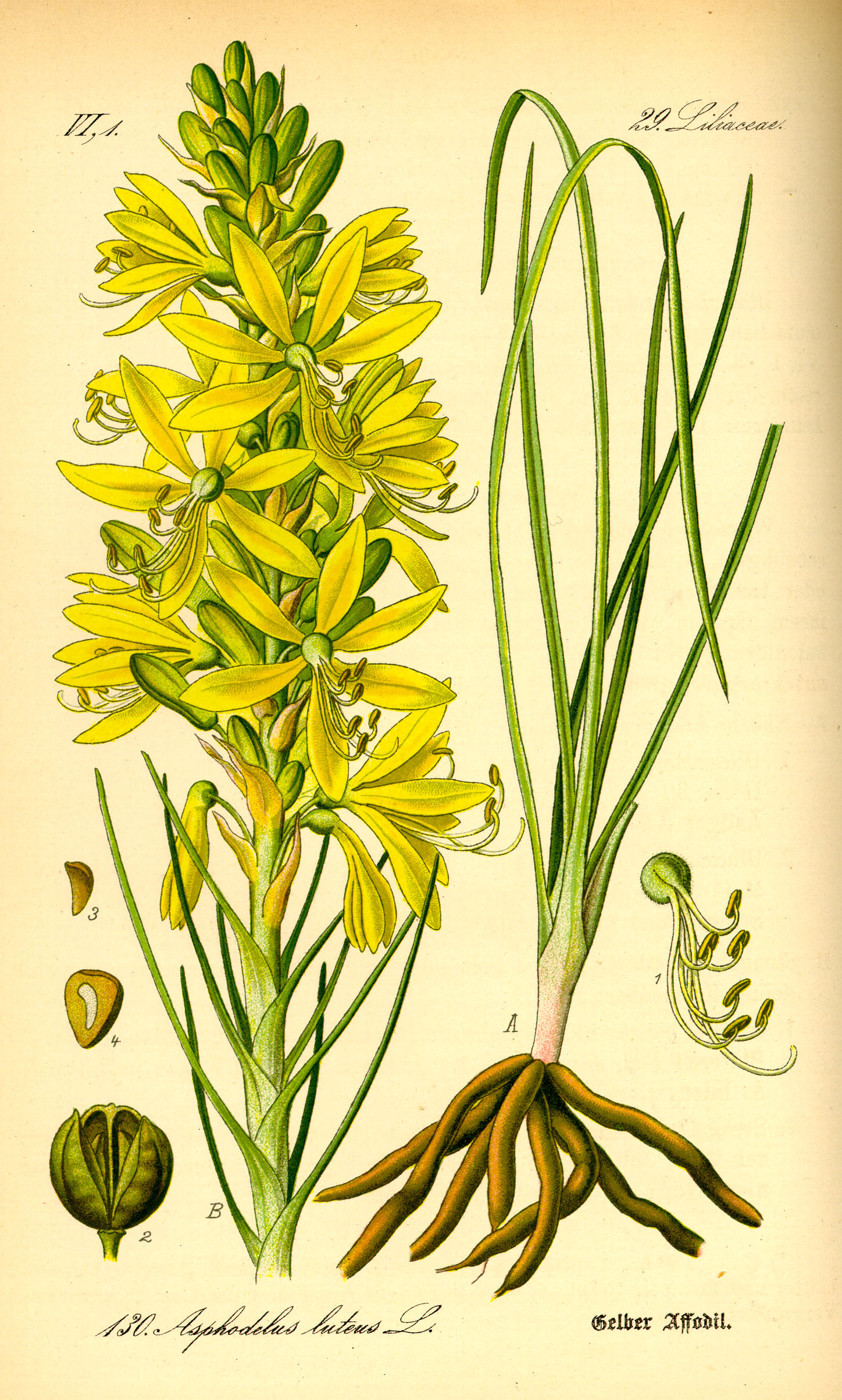
Золотень жовтий в гербарії Otto Wilhelm Thomé. Flora von Deutschland, Österreich und der Schweiz. 1885

Трав'яниста рослина заввишки 60-70 см, криптофіт. Коренева система мичкуватого типу, корені потовщені, а кореневище вкорочене. Стебло вкрите численними, сидячими листками завдовжки до 30 см. Вони лінійно-шилоподібні, сизо-зелені. Суцвіття — довга, густа, багатоквіткова китиця. Квітки шестичленні, яскраво-жовті, духмяні. Листочки оцвітини вузьколанцетні. Тичинки зігнуті, довші за пелюстки, пиляки жовто-коричневі. Плід — округла коробочка.
Цвітіння відбувається у квітні-травні, плоди дозрівають у липні-серпні. Розмножується насінням.

## Екологія та поширення
Рослина світлолюбна, посухостійка. Зростає у ялівцевих рідколіссях, на голих кам'янистих схилах, виступах скель, у петрофітних степах. Віддає перевагу сухим слабкорозвинутим, щебенистим коричневим та дерново-карбонатним ґрунтам. У місцях з високою чисельністю домінує у трав'яному покрові і під час цвітіння вкриває землю суцільною ковдрою золотавих квітів. Запашні суцвіття приваблюють бджіл.
Золотень жовтий належить до східносередземноморської флори. Ареал виду охоплює Балканський півострів, Малу Азію і Кавказ. Через Україну проходить північна межа розповсюдження. Зустріти цю рослину можна лише у Гірському Криму, де вона спорадично зростає на схилах Головного пасма, яйлах, у передгір'ях.

## Значення і статус виду
Завдяки рясному цвітінню і яскравим квітам асфоделіна жовта виглядає надзвичайно привабливо як в природі, так і в штучних насадженнях. Вид культивують у ботанічних садах, в аматорському квітникарстві він поки що мало відомий. Охороняють у заповідниках «Мис Мартьян», Кримському, Ялтинському гірсько-лісовому, заказниках «Аю-Даг», «Мис Айя», «Мис Фіолент», «Байдарський», пам'ятці природи «Гора Кішка», в Агармиському лісі. Для повноцінного відтворення рослин необхідно запобігати витоптуванню, надмірному випасанню, порушенню середовища.